# 中本大賀
中本 大賀（なかもと たいが、2001年2月17日 - ）は、日本の歌手、俳優。ダンス＆ボーカルグループ『ENJIN』元メンバー。Showtitle、吉本興業を経てホリプロデジタルエンターテインメント所属。大阪府出身。

## 人物
2023年3月、自身のSNSにて法政大学を卒業したと公表した。
名前の由来はプロゴルファータイガー・ウッズから。小学校3年生まで大阪府で生活し、現在は関東在住である。
「バース」という名前の亀を飼育している。
趣味として野球観戦を挙げており、阪神タイガースのファン。「いつか阪神甲子園球場で始球式をすることが夢」と語っている。
ファンネームは「中本タイガース」である。
円神では一番の歌唱力の持ち主で、メインボーカルの役割を担っている。また、メンバーやファンからは「番長」と称されている。
特技は歌、ダンス、バスケットボール、ハンドボール、野球。
2024年を以って、所属していたグループENJINを卒業、所属事務所の吉本興業も退社した。今後の予定は未定としていたが、主に舞台で活動している。
妹は元#Mooove!の中本こまり。

## 略歴

### 2018年
4月　青春高校3年C組に出演。1期生で出席番号は6番。学業に専念するため、同年11月に番組を卒業する。

### 2019年
9月 - 12月　「PRODUCE 101 JAPAN」の練習生に選ばれ出演。

### 2020年
5月20日　中本を含む「PRODUCE 101 JAPAN」に出演した元練習生9名が株式会社Showtitleに所属することが発表される。
6月15日　上記全員が「円神プロジェクト」に参加することが発表される。
8月20日　円神のメンバー草地稜之とともに「未解決の女警視庁文書捜査官」第3話に出演。円神プロジェクト発足後、ユニット内では最速のドラマ出演となる。
12月4日　円神Debut Stage「nonagon(ノナゴン）〜始まりの音〜」で初舞台を踏む。
12月5日　円神として配信シングル「ENJIN」でメジャーデビュー。

### 2021年
1月7日　「江戸モアゼル〜令和で恋、いたしんす。〜」放送開始。自身初となるドラマレギュラー出演を果たす。

### 2024年
11月27日　川崎CLUB CITTA'で行われたワンマンライブ「TSUBASA,TAIGA卒業LIVE〜Shining Your Life〜」を以って、所属していたグループを卒業。今後の活動は未定。
12月31日　所属事務所の吉本興業を退社。

## 出演

### テレビドラマ
- 未解決の女警視庁文書捜査官　第3話（2020年8月20日、テレビ朝日）[9]
- あのコの夢を見たんです。最終話（2020年12月18日、テレビ東京） - セイヤ 役[10]
- 江戸モアゼル〜令和で恋、いたしんす。〜（2021年1月7日 - 3月11日、読売テレビ） - 大河内拓馬 役[11]
- 〈オトナの土ドラ〉その女ジルバ（2021年1月9日、フジテレビ）
- 絶対BLになる世界VS絶対BLになりたくない男（2021年3月27日、CSテレ朝） - 光 役[12]
- お茶にごす。（2021年、テレビ東京）
- イチケイのカラス 第10話（2021年6月7日、フジテレビ）[13]
- オリバーな犬、 (Gosh!!) このヤロウ（2021年9月17〜10月1日）–オレンジ役
- TOKYO VICE 第4話・第6話（2022年4月 - 、HBO Max・WOWOW） - アツシ 役
- BSよしもと開局1周年記念ドラマ「ファーストステップ2〜世界をつなぐ勇気の言葉〜」（2023年3月26日、BSよしもと）[14]

### バラエティ
- 青春高校3年C組（2018年4月-、テレビ東京） - 2018年11月20日まで出演

### 情報
- ワシんとこ・ポスト（2022年7月20日・8月9日・10月18日、BSよしもと）
- スキズの魅力大解剖！MV鑑賞会〜ライブ直前SP〜（2022年7月24日、AbemaTV）

### 舞台
- 円神Debut Stage「nonagon(ノナゴン）〜始まりの音〜」（2020年12月） - リオ 役[15]
- 円神プロデュース公演Vol.1 幕末バトルサークル（2021年5月 東京、大阪） - 大阪流星 役[16]
- 魔術士オーフェン はぐれ旅 -The Stage- Ver.2（2021年7月23日 - 8月1日、シアター1010） - 主演・オーフェン 役※体調不良のため降板となった中谷日向の代役[17]、新型コロナウイルスの影響により延期
- 方南ぐみ企画公演 朗読劇「あの空を。」(2021年9月16日、俳優座劇場) - ヒロト 役[18][19]
- AI懲戒師・クシナダ（2021年12月1日 - 12月5日、CBGKシブゲキ!!） - ギウス 役[20]
- “STRAYDOG”Produce『海街diary』（2022年3月30日 - 4月3日、シアターサンモール・4月9日 - 10日、ABCホール）− 藤井朋章 役[21]
- 蒲田行進曲完結編 銀ちゃんが逝く（2022年7月8日 - 7月18日、紀伊国屋ホール） - ケン 役[22]
- ドラマチック・ハイスクール（2022年10月7日 - 10月16日、品川プリンスホテル クラブeX） - 林原波留 役[23]
- 円神Second Stage「nonagon〜2つの歌〜」(2022年12月1日 - 4日、CBGKシブゲキ!!) - カズ 役、アーノルド・アレキサンダー総司令 役[24]
- カラフルマリオネット（2023年1月6日、紀伊國屋サザンシアター）[25]
- 方南ぐみ企画朗読劇「おさんぽ」(2023年1月30日、俳優座劇場) [26]
- オフ・ブロードウェイミュージカル「Ordinary Days」(2023年2月8日 - 12日、俳優座劇場他)[27]
- 九劇ミュージカル・コンサート Vol.2（2023年4月9日、浅草九劇）[28]
- ALTARBOYZ 2023（2023年8月11日 - 8月29日、新宿FACE）[29]
- おそ松さん on STAGE 〜SIX MEN'S SHOW TIME〜 2nd SEASON（2023年11月23日 - 27日、シアター1010 / 11月30日 - 12月3日、AiiA 2.5 Theater Kobe） - カラ松（F6） 役[30]
- 新ミュージカル『スタミュ』（2024年1月19日 - 28日、品川プリンスホテル ステラボール / 2月3日・4日、京都劇場） - 戌峰誠士郎 役[31]
  - 新ミュージカル『スタミュ』スピンオフ team 柊 単独公演『Caribbean Groove』（2024年10月4日 - 14日、IMM THEATER） - 戌峰誠士郎 / ジョバンニ 役[32]
  - 新ミュージカル『スタミュ』-2ndシーズン-（2025年3月1日 - 9日、シアターH / 3月15日・16日、COOL JAPAN PARK OSAKA WWホール） - 戌峰誠士郎 役[33]
- リーディングシアター シャーロック・ホームズシリーズ『緋色の研究』『四つの署名』（2024年5月4日、サンシャイン劇場）[34]
- 舞台『WIND BREAKER』（2025年1月3日 - 5日、COOL JAPAN PARK OSAKA WWホール / 1月10日 - 19日、シアターH） - 杉下京太郎 役[35]
- 舞台『誰ソ彼ホテル』（2025年4月24日 - 5月4日、飛行船シアター） - 阿鳥遥斗 役[36]
- 激情バニッシュ演劇『咎狗の血』（2025年8月、新宿FACE） - シキ 役[37]
- 『美男高校地球防衛部LOVE!LOVE!』on STAGE（2025年10月9日 - 13日〈予定〉、ヒューリックホール東京） - 由布院煙 役[38]
- 歌劇「千本桜〜令和間引刻〜」（2025年10月30日 - 11月3日、こくみん共済 coop ホール／スペース・ゼロ） - 靑音海斗 役[39]

### その他
- PRODUCE 101 JAPAN（2019年） - 最終順位30位

## ディスコグラフィ

### 参加楽曲

#### PRODUCE 101 JAPAN
- 「ツカメ〜It's Coming〜」- 番組テーマ曲。（2019年9月3日『ツカメ〜It's Coming〜』に収録）
- 「Happy Merry Christmas」- コンセプト評価課題曲。（2019年11月28日『PRODUCE 101 JAPAN - 35 Boys 5 Concepts』に収録）